# Wie geeft me jatmous?
Wie geeft me jatmous? is de titel van de opgetekende herinneringen van de Amsterdamse taxichauffeur Harry Boting die in 1965 in een ABC-pocket verschenen bij de Arbeiderspers.
Het boekje vertelt in sappig Amsterdams de wederwaardigheden van een Amsterdamse taxichauffeur. Nadat de succesvolle auteur in het programma Voor de vuist weg bij Willem Duys was verschenen, kwam in 1967 een vervolgdeel uit: Nog meer Jatmous. In deze uitgave verschenen nieuwe, soms sterk aangezette anekdotes van Boting. Ten slotte kwam in 1969 Harry, vertel nog eens wat uit, maar toen bleek de hype rond de over burgermannen, zuiplappen, rare buitenlanders, hoeren en hoerenlopers schrijvende taxichauffeur voorbij.
De term 'jatmous' (of 'jatmoos') betekent in de Amsterdamse variant van het Jiddisch 'handgeld'.